# قطعنامه ۳۹۶ شورای امنیت
قطعنامه ۳۹۶ شورای امنیت سازمان ملل متحد که در تاریخ ۲۲ اکتبر ۱۹۷۶ تصویب شد، سندی بین‌المللی دربارهٔ مصر-اسرائیل است. این قطعنامه طی نشست ۱٬۹۶۴ام با ۱۳ موافق، ۰ مخالف و ۰ ممتنع تصویب شد.